# Meekiaria purpurea
Meekiaria purpurea is een vlinder van de familie van de grasmotten (Crambidae), uit de onderfamilie van de Spilomelinae. De wetenschappelijke naam van deze soort is voor het eerst voorgesteld als Coelorhyncidia purpurea door George Francis Hampson in een publicatie uit 1907.
De soort komt voor in Indonesië (Ambon).